# ليام واتسون
ليام واتسون (بالإنجليزية: Liam Watson)‏ (21 أكتوبر 1970 بليفربول في المملكة المتحدة - ) هو مدرب كرة قدم ولاعب كرة قدم بريطاني في مركز الهجوم. شارك مع منتخب إنجلترا لكرة القدم C ‏. أما مع النوادي، فقد لعب مع بريستون نورث إيند ونادي أكرينغتون ستانلي ونادي مارين ‏ ونادي ويتون ألبيون ونادي بارسكو وWarrington Town F.C. ‏ ونادي رانكورن هالتون وMaghull F.C. ‏.

## وصلات خارجية
- ليام واتسون على موقع قاعدة بيانات كرة القدم.إي يو (الإنجليزية)
- ليام واتسون على موقع Soccerbase.com (مدرب) (الإنجليزية)